# Stadion Ghazni
Stadion Ghazni – stadion piłkarski w Ghazni, w Afganistanie. Został otwarty w 2011 roku. Może pomieścić 5000 osób. Posiada nawierzchnię trawiastą.